# Конвој Спрингс (Канзас)
Конвој Спрингс (енгл. Conway Springs) град је у америчкој савезној држави Канзас.

## Демографија
По попису из 2010. године број становника је 1.272, што је 50 (-3,8%) становника мање него 2000. године.
| Група             | 2000.         | 2010.         |
| Белци             | 1.281 (96,9%) | 1.215 (95,5%) |
| Афроамериканци    | 3 (0,2%)      | 7 (0,6%)      |
| Азијати           | 0 (0,0%)      | 0 (0,0%)      |
| Хиспаноамериканци | 17 (1,3%)     | 27 (2,1%)     |
| Укупно            | 1.322         | 1.272         |